# CALIPSO
CALIPSO (Cloud-Aerosol Lidar and Infrared Pathfinder Satellite Observations, Observacions exploratòries per satèl·lit de núvols i aerosols en l'infraroig i mitjançant Lidar) és un satèl·lit artificial de la NASA i del CNES dedicat a realitzar observacions d'alta resolució dels aerosols de l'atmosfera superior utilitzant un telescopi d'1 metre de diàmetre equipat amb LIDAR i un radiòmetre infraroig.
Va ser llançat el 28 d'abril de 2006 mitjançant un coet  Delta des de Vanderberg. Forma part d'un conjunt de satèl·lits d'observació terrestre conegut com  A-Train i del qual formen part  Aqua,  Para,  Aura i CloudSat. Els satèl·lits volen en una Òrbita heliosíncrona a uns 705 km d'altura.

## Instruments
- CALIOP, Cloud-Aerosol Lidar with Orthogonal Polarization: es tracta d'un LIDAR que treballa en dues  longituds d'ona i que és sensible a la  polarització, proporcionant perfils verticals d'alta resolució d'aerosols i núvols.
- WFC, Wide Field Camera: es tracta d'una càmera  gran angular, una modificació de la cambra comercial seguidora d'estrelles Ball Aerospace CT-633. És fixa, apuntant al nadir, amb un únic canal espectral cobrint el rang de longituds d'ona d'entre 270 i 620 nanòmetres.
- IIR, Imaging Infrared Radiometer: es tracta d'un radiòmetre infraroig de tres canals proporcionat pel CNES. Té un camp de visió de 64 km x 64 km, amb una resolució d'1 km per píxel.